# جو فيلدز (لاعب كرة قدم أمريكية)
جو فيلدز (بالإنجليزية: Joe Fields)‏ هو لاعب كرة قدم أمريكية أمريكي، ولد في 14 نوفمبر 1953 في ودبيري في الولايات المتحدة.

## وصلات خارجية
- جو فيلدز على موقع مرجع كرة القدم المحترفة.كوم (الإنجليزية)
- جو فيلدز على موقع قاعة فلوريدا للمشاهير الرياضية (الإنجليزية)